# 林雑物
林 雑物（はやし の さいもち、生没年不詳）は、奈良時代後期の官人。名は佐比物とも記される。姓は連のち宿禰。官位は外従五位下・主計助。

## 経歴
聖武朝の天平11年（739年）従八位下・伊豆目の官位にあった（伊豆正税帳の継目裏書）。
孝謙朝の天平勝宝5年（753年）日本博士・中臣丸張弓と一緒に正月十五日祭の勘奏を進めている（この時の位階は正七位上）。天平勝宝7歳（755年）正月の九月九日祭についても、張弓らとともに勘奏を進めている。天平勝宝8歳（756年）東大寺の田地を点定した（この時の官位は正六位下因幡掾）。
称徳朝の天平神護3年（767年）正月に外従五位下に叙爵し、同年7月に上野介に任官する。神護景雲3年（769年）兄弟の林広山らとともに連から宿禰に改姓した。
光仁朝の宝亀2年（771年）主計助に任ぜられている。

## 官歴
注記のないものは『続日本紀』による。
- 天平11年（739年）：見伊豆目・従八位下（『大日本古文書』による）
- 天平勝宝5年（753年）正月：見正七位上
- 天平勝宝7歳（755年）正月：見正七位上
- 天平勝宝8歳（756年）10月：見因幡掾・正六位下
- 時期不詳：正六位上
- 天平神護3年（767年）正月18日：外従五位下。7月3日：上野介
- 神護景雲3年（769年）2月26日：連から宿禰姓に改姓
- 宝亀2年（771年）9月16日：主計助